# Jean-Charles Faugère
Pour les articles homonymes, voir Faugère.
Jean-Charles Faugère est un chercheur français en mathématiques et informatique. Il a été responsable de l'équipe POLSYS (Solvers for ALgebraic Systems and Applications) du Laboratoire d'informatique de Paris 6 (LIP6) et du centre Paris–Rocquencourt d'INRIA, à Paris.
Faugère obtient son doctorat en mathématiques en 1994 à l'université de Paris VI, avec le mémoire Résolution des systèmes d'équations algébriques, sous la direction de Daniel Lazard (en).
Il travaille sur les bases de Gröbner et leurs applications, notamment en cryptologie. Avec ses collaborateurs, il met au point l'algorithme FGLM (en) pour changer l'ordre monomial d'une base de Gröbner de certains idéaux particuliers . Il invente également les algorithmes F4 et F5 (en) pour le calcul des bases de Gröbner,. En particulier, son algorithme F5 lui permet de résoudre divers problèmes en cryptographie tels que HFE ; il a également introduit un nouveau type de cryptanalyse, appelée cryptanalyse algébrique.